# Вікіпедія мовою гань

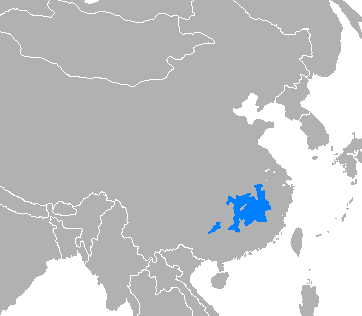
Поширення мови гань.

Вікіпедія мовою гань (гань 贛語維基百科) — розділ Вікіпедії мовою гань. Створена у 2006 році. Вікіпедія мовою гань станом на 29 березня 2025 року містить 6760 статей, 49 991 зареєстрованого користувача, 33 активних дописувачів, 2 адміністраторів
. Загальна кількість сторінок у Вікіпедії мовою гань — 34 316, редагувань — 399 786, завантажених файлів — 40
. Глибина (рівень розвитку мовного розділу) Вікіпедії мовою гань велика і становить 193.6 пунктів
. 

## Історія
- Листопад 2007 — створена 100-та стаття[3].
- Червень 2008 — створена 1 000-на стаття[3].
- Березень 2010 — створена 5 000-на стаття[4].